# Elezioni statali a Berlino del 2016
Le elezioni statali a Berlino del 2016 si sono tenute il 18 settembre e hanno rinnovato i 160 membri dell'Abgeordnetenhaus di Berlino.

## Risultati elettorali
|         |                                                                                    |           |                      |                      |                     |                     |  |  |  |
| Partito | Partito                                                                            | Voti      | Voti % (cambiamento) | Voti % (cambiamento) | Seggi (cambiamento) | Seggi (cambiamento) |  |  |  |
|         | Partito Socialdemocratico di Germania (SPD)                                        | 352 369   | 21,6%                | 6,7%                 | 48                  | 10                  |  |  |  |
|         | Unione Cristiano-Democratica di Germania (CDU)                                     | 288 002   | 17,6%                | 5,8%                 | 31                  | 8                   |  |  |  |
|         | La Sinistra (Die Linke)                                                            | 255 740   | 15,6%                | 4,0%                 | 27                  | 7                   |  |  |  |
|         | Alleanza 90/I Verdi (Grünen)                                                       | 248 243   | 15,2 %               | 2,4 %                | 27                  | 3                   |  |  |  |
|         | Alternativa per la Germania (AfD)                                                  | 231 325   | 14,2%                | 14,2%                | 25                  | 25                  |  |  |  |
|         | Partito Liberale Democratico (FDP)                                                 | 109 431   | 6,7%                 | 4,9%                 | 12                  | 12                  |  |  |  |
|         |                                                                                    |           |                      |                      |                     |                     |  |  |  |
|         | Die PARTEI                                                                         | 31 908    | 2,0%                 | 1,1%                 | –                   | –                   |  |  |  |
|         | Partito per l'Umanità, l'Ambiente e la Protezione degli Animali (Tierschutzpartei) | 30 565    | 1,9%                 | 0,4%                 | –                   | –                   |  |  |  |
|         | Partito Pirata (Piraten)                                                           | 28 321    | 1,7%                 | 7,2%                 | –                   | 15                  |  |  |  |
|         | Pantere Grigie                                                                     | 18 135    | 1,1%                 | 1,1%                 | –                   | –                   |  |  |  |
|         | Altri                                                                              | 40 717    | 2,4%                 | –                    | –                   | –                   |  |  |  |
| Totale  | Totale                                                                             | 1 662 598 | 66,9%                | 6,7%                 | 160                 | 8                   |  |  |  |